# Crocallis insolitaria
Crocallis insolitaria là một loài bướm đêm trong họ Geometridae.